# Журавлёв, Михаил Александрович
Михаи́л Алекса́ндрович Журавлёв (род. 10 февраля 1974) — российский биатлонист, участник чемпионата Европы, призёр чемпионата России. Мастер спорта России международного класса.

## Биография
На внутренних соревнованиях представлял Тюменскую область.
Принимал участие в чемпионате Европы 2000 года в Закопане, стартовал только в индивидуальной гонке, где занял девятое место. Также участвовал в гонках Кубка Европы.
Становился призёром чемпионатов России, в том числе бронзовым призёром в индивидуальной гонке в сезоне 1999/00 и серебряным — в эстафете в 2001 году, победителем и призёром этапов Кубка России.
После окончания спортивной карьеры работал детским тренером в Упорово Тюменской области, впоследствии — директором стадиона областного центра зимних видов спорта «Жемчужина Сибири». Входит в состав руководства Тюменской областной федерации лыжных гонок и биатлона. Имеет всероссийскую категорию судьи по биатлону, принимал участие в качестве судьи в зимней Олимпиаде в Сочи.